# Hormonotus modestus
Hormonotus modestus — вид змій родини Lamprophiidae. Мешкає в Західній і Центральній Африці. Це єдиний представник монотипового роду Hormonotus. Цей рід є сестринським по відношенню до роду Inyoka.

## Поширення і екологія
Hormonotus modestus поширені від Гвінеї і Сьєрра-Леоне на схід до Кенії і Уганди та на південь до Анголи, зокрема на острові Біоко. Вони живуть в тропічних лісах, відсутні в саванах і галерейних лісах. Зустрічаються на висоті до 1300 м над рівнем моря. Ведуть нічний спосіб життя, вдень ховаються серед опалого листя і лісової підстилки. Живляться гризунами, іноді також ящірками. Відкладають яйця.